# 善牧堂 (洛杉矶)
善牧堂（Church of the Good Shepherd）是一座罗马天主教教堂，位于比佛利山 (加利福尼亚州)北贝德福德路505号。

## 历史
堂区成立于1923年12月12日，1924年，由建筑师詹姆斯·唐纳利安设计，1925年2月1日祝圣 它是比佛利山的最古老的教堂。。